# Thailand Open 2023
Thailand Open 2023 byl profesionální tenisový turnaj hraný na ženském okruhu WTA Tour v klubu True Arena Hua Hin. Třetí ročník Thailand Open probíhal mezi 30. lednem a 5. únorem 2023 v thajském Chua Chinu. V letech 2021 a 2022 se nekonal kvůli omezením způsobeným pandemií covidu-19.
Turnaj dotovaný 259 303 dolary patřil do kategorie WTA 250. Nejvýše nasazenou singlistkou se stala čtyřicátá druhá tenistka světa Bianca Andreescuová z Kanady, která v semifinále skrečovala Curenkové pro zranění pravého ramena. Jako poslední přímá účastnice do dvouhry nastoupila jihokorejská 154. hráčka žebříčku Han Na-re. V důsledku invaze Ruska na Ukrajinu na konci února 2022 řídící organizace tenisu ATP, WTA a ITF s grandslamy rozhodly, že ruští a běloruští tenisté mohli dále na okruzích startovat, ale do odvolání nikoli pod vlajkami Ruska a Běloruska.
První singlový titul na okruhu WTA Tour vyhrála 29letá Číňanka Ču Lin, jež se premiérově posunula do elitní světové padesátky. Deblovou soutěž ovládly Tchajwanky Čan Chao-čching a Wu Fang-sien, které získaly první společnou trofej.

## Rozdělení bodů a finančních odměn

### Rozdělení bodů
| Soutěž  | Soutěž      | vítězky | finalistky | semifinalistky | čtvrtfinalistky | 16 v kole | 32 v kole | Q  | Q2 | Q1 |
| ------- | ----------- | ------- | ---------- | -------------- | --------------- | --------- | --------- | -- | -- | -- |
| dvouhra | [ 5 ] [ 9 ] | 280     | 180        | 110            | 60              | 30        | 1         | 18 | 12 | 1  |
| čtyřhra | [ 10 ]      | 280     | 180        | 110            | 60              | 1         | —         | —  | —  | —  |

### Finanční odměny
| Soutěž                                | Soutěž      | vítězky  | finalistky | semifinalistky | čtvrtfinalistky | 16 v kole | 32 v kole | Q2      | Q1      |
| ------------------------------------- | ----------- | -------- | ---------- | -------------- | --------------- | --------- | --------- | ------- | ------- |
| dvouhra                               | [ 5 ] [ 9 ] | 34 228 $ | 20 226 $   | 11 275 $       | 6 418 $         | 3 922 $   | 2 804 $   | 2 075 $ | 1 340 $ |
| čtyřhra                               | [ 10 ]      | 12 477 $ | 7 000 $    | 4 020 $        | 2 400 $         | 1 848 $   | —         | —       | —       |
| částka ve čtyřhrách je uvedena na pár |             |          |            |                |                 |           |           |         |         |

## Ženská dvouhra

### Nasazení
| Stát                          | Hráčka              | WTA | Nasazení |
| ----------------------------- | ------------------- | --- | -------- |
| Kanada                        | Bianca Andreescuová | 43. | 1.       |
| Kazachstán                    | Julia Putincevová   | 47. | 2.       |
| Čína                          | Wang Si-jü          | 53. | 3.       |
|                               | Anna Kalinská       | 59. | 4.       |
| Ukrajina                      | Marta Kosťuková     | 61. | 5.       |
| Německo                       | Tatjana Mariová     | 71. | 6.       |
| Čína                          | Wang Sin-jü         | 79. | 7.       |
| Česko                         | Linda Fruhvirtová   | 82. | 8.       |
| Žebříček WTA k 16. lednu 2023 |                     |     |          |

### Jiné formy účasti
Následující hráčky obdržely divokou kartu do hlavní soutěže:
- Bianca Andreescuová
- Bethanie Matteková-Sandsová
- Lanlana Tararudíová[4]

Následující hráčky si zajistily postup do hlavní soutěže v kvalifikaci:
- Alexandra Ealaová
- Liang En-šuo
- Jekatěrina Makarovová
- Valeria Savinychová
- Astra Sharmaová
- Joanne Zügerová

### Odhlášení
před zahájením turnaje
- Marie Bouzková → nahradila ji  Katie Boulterová
- Léolia Jeanjeanová → nahradila ji   Anastasija Zacharovová
- Kristína Kučová → nahradila ji  Lesja Curenková
- Magda Linetteová → nahradila ji  Mirjam Björklundová
- Claire Liuová → nahradila ji  Heather Watsonová
- Ajla Tomljanovićová → nahradila ji  Nao Hibinová

## Ženská čtyřhra

### Nasazení
| Stát                                                                      | Hráčka          | Stát      | Hráčka                 | WTA  | Nasazení |
| ------------------------------------------------------------------------- | --------------- | --------- | ---------------------- | ---- | -------- |
| Austrálie                                                                 | Ellen Perezová  | Slovinsko | Tamara Zidanšeková     | 67.  | 1.       |
| Japonsko                                                                  | Miju Katová     | Indonésie | Aldila Sutjiadiová     | 76.  | 2.       |
| Ukrajina                                                                  | Marta Kosťuková | Rumunsko  | Elena-Gabriela Ruseová | 127. | 3.       |
| Čínská Tchaj-pej                                                          | Latisha Chan    | Chile     | Alexa Guarachiová      | 134. | 4.       |
| Žebříček WTA k 16. lednu 2023; číslo je součtem umístění obou členek páru |                 |           |                        |      |          |

### Jiné formy účasti
Následující páry obdržely divokou kartu:
- Chan Sin-jün /  Bethanie Matteková-Sandsová
- Luksika Kumkhumová /  Peangtarn Plipuečová

Následující pár nastoupil z pozice náhradníka:
- Natalija Stevanovićová /   Anastasija Tichonovová

### Odhlášení
před zahájením turnaje
- Chan Sin-jün /  Mojuka Učidžimová → nahradily je  Wang Sin-jü /  Ču Lin
- Marta Kosťuková  /  Elena-Gabriela Ruseová → nahradily je  Natalija Stevanovićová /   Anastasija Tichonovová

## Přehled finále

### Ženská dvouhra
- Ču Lin vs.  Lesja Curenková, 6–4, 6–4

### Ženská čtyřhra
- Čan Chao-čching /  Wu Fang-sien vs  Wang Sin-jü /  Ču Lin, 6–1, 7–6(8–6)